# Puig de Fontnegra
El Puig de Fontnegra és una muntanya de 2.728 metres d'altitud del terme municipal de Queralbs, a la comarca catalana del Ripollès. És a la part nord-oriental del terme, al nord-est de Queralbs i a llevant del Santuari de Núria. Forma part d'una carena que s'estén des del Pic de la Fossa del Gegant cap al sud i sud-est. En formen part també el cim de Rocs Blancs, el Torreneules i el Cim de la Coma del Clot.

## Ruta
La ruta d'ascensió al Torreneules és d'una dificultat baixa, amb un desnivell de 780 metres i s'allarga de mitjana dues hores fins a fer cim. L'ascensió a peu s'inicia des del santuari de Núria pel camí del Viacrucis que porta a l'alberg Pic de l'Àliga. Fins aquest primer punt s'hi pot accedir amb telefèric.
Tenint com a punt de referència la façana principal de l'alberg, s'agafa una pista que ascendeix en direcció nord-nord-oest fent ziga-zages llargues fins al que havia estat l'antic telecadira del pic de l'Àliga. A partir d'aquest punt, es segueix per un pista estreta que duu fins al pic de l'Àliga (2.422 m); es corona aquest primer cim després d'aproximadament una hora i cinc minuts de recorregut.
El trajecte continua carena amunt cap al nord-est fins al pic de la Pala (2.475 m) amb un desnivell relativament planer; aquesta zona se la distingeix pels grans rocs de pedra blanca. Després d'aquesta última parada, es segueix amunt en la mateixa direcció fins al puig de Fontnegra, aquest últim tram però, amb un pendent molt més pronunciat.